# Gabriel Duvall
Gabriel Duvall (ur. 6 grudnia 1752, zm. 6 marca 1844) – amerykański polityk i prawnik, wieloletni sędzia Sądu Najwyższego Stanów Zjednoczonych.

## Życiorys
W latach 1794–1796 był przedstawicielem drugiego okręgu wyborczego w stanie Maryland w Izbie Reprezentantów Stanów Zjednoczonych.
Prezydent Stanów Zjednoczonych, James Madison 15 listopada 1811 roku wysunął kandydaturę Duvalla na stanowisko sędziego Sądu Najwyższego Stanów Zjednoczonych. Trzy dni później uzyskała ona akceptację Senatu. Po zaprzysiężeniu Duvall pełnił tę funkcję przez 23 lata, do 14 stycznia 1835 roku, gdy ustąpił ze względu na postępującą utratę słuchu.
Istnieją przesłanki, że Gabriel Duvall i Barack Obama są ze sobą spokrewnieni.